# На граници
„На граници” је југословенски кратки филм из 1951. године. Режирао га је Бошко Косановић, а сценарио су написали Бошко Косановић и Драго Мажар.

## Улоге
| Глумац               | Улога |
| -------------------- | ----- |
| Драгомир Фелба       |       |
| Александар Стојковић |       |